# Oskar Liebreich

Oscar Liebreich

Matthias Eugen Oscar Liebreich (* 14. Februar 1839 in Königsberg i. Pr.; † 2. Juli 1908 in Charlottenburg bei Berlin) war ein deutscher Pharmakologe. Er war der jüngere Bruder des Ophthalmologen Richard Liebreich.

## Leben
Liebreich war zunächst Seemann, bevor er in Wiesbaden bei Carl Remigius Fresenius an dessen Fachakademie eine Ausbildung in Chemie machte, um dann als technischer Chemiker zu arbeiten. 1859 begann er an der Albertus-Universität Königsberg Medizin zu studieren. Er wechselte an die Eberhard Karls Universität Tübingen und die Friedrich-Wilhelms-Universität zu Berlin, an der er 1865 zum Dr. med. promoviert wurde.
Er war ab 1867 Assistent in der chemischen Abteilung des Pathologischen Institutes unter Rudolf Virchow und habilitierte sich 1868 für Pharmakologie (Heilmittellehre) in Berlin. Er wurde 1871 zum a.o. Professor und 1872 zum o. Professor für Heilmittellehre 1872 ernannt. Er gründete im selben Jahr als erster Leiter und Direktor das Pharmakologische Institut der Friedrich-Wilhelms-Universität zu Berlin. Der von ihm durchgesetzte und realisierte Bau (1883) eines Institutsgebäudes gab der Berliner Pharmakologie ideale Bedingungen für Forschung und Lehre. Er gilt daher als Begründer der Berliner Pharmakologie. 1888 wurde er in die Deutsche Akademie der Naturforscher Leopoldina gewählt. 1891 erfolgte seine Ernennung zum Geheimen Medizinalrat. Ab 1885 führte er den Vorsitz in der Balneologischen Sektion der Gesellschaft für Heilkunde als Nachfolger von Georg Thilenius sowie der Hufelandischen Gesellschaft. 1889 war er Mitgründer der Balneologischen Gesellschaft zu Berlin, deren Vorsitzender er bis zu seinem Tode blieb.
Liebreichs Ehefrau Maria war die Tochter des Chemikers Hans Heinrich Landolt. Der gemeinsame Sohn Erik Liebreich schuf als Elektrochemiker die Grundlagen der Verchromungstechnik. Liebreich war Schwager Gustav Graefs und Onkel von Botho Graef und Sabine Lepsius.

### Tod und Grabstätte

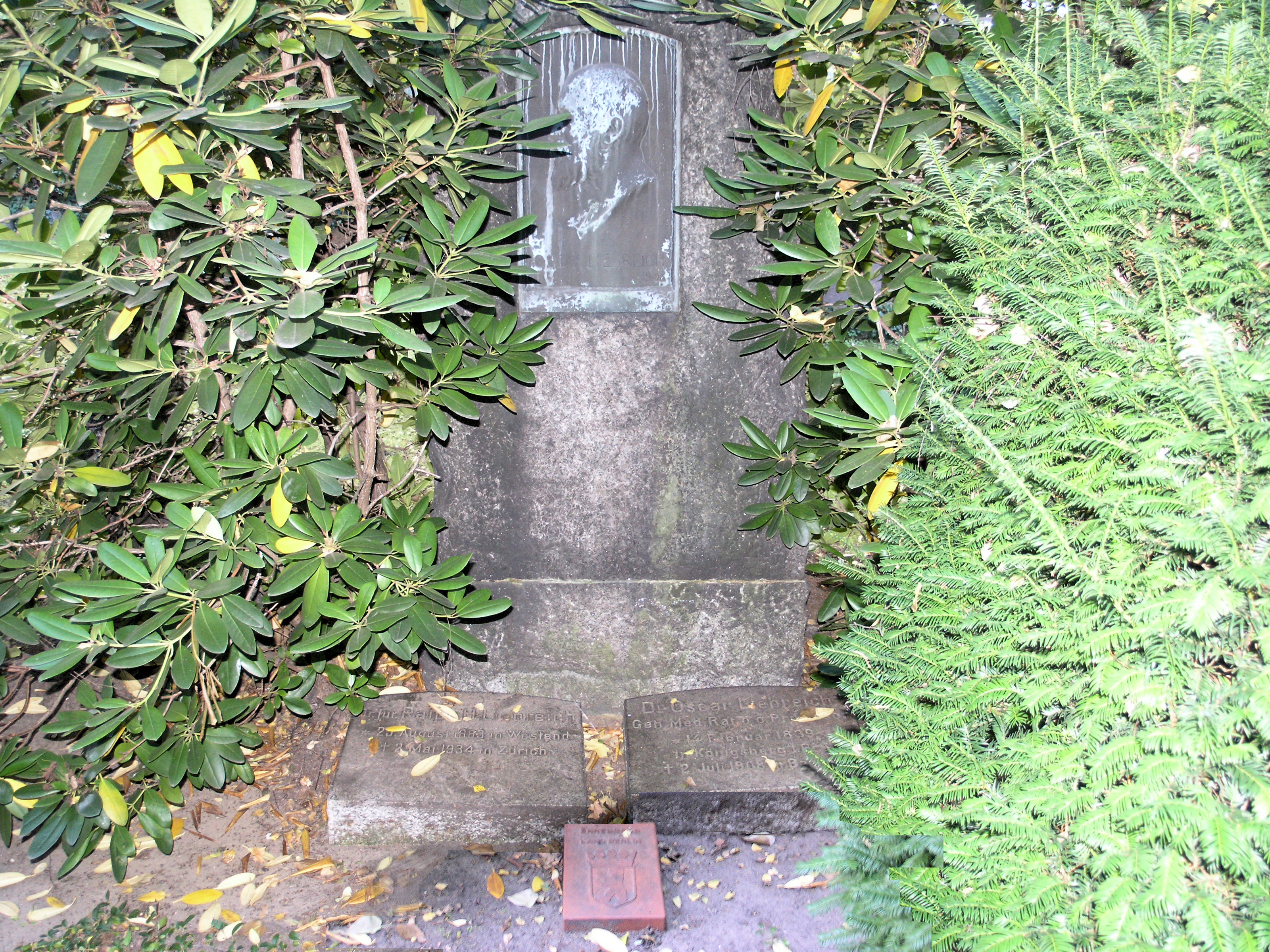
Liebreichs Grab, noch mit Ehrengrab-Markierung (2010)

Bereits seit Jahren kränkelnd, zwang fortgeschrittene Atherosklerose Oskar Liebreich im August 1907, seine Tätigkeiten einzustellen und sich in ein Charlottenburger Sanatorium zurückzuziehen. Dort starb er fast ein Jahr später im Alter von 69 Jahren. Die Nachfolge auf seinem Lehrstuhl hatte bereits im Februar 1908 Arthur Heffter angetreten. Seine letzte Ruhestätte fand Liebreich in einem Erbbegräbnis auf dem Kaiser-Wilhelm-Gedächtnis-Friedhof in Westend. Als Grabstein dient ein bearbeiteter Findling aus grauem Granit mit bossierten Kanten. Auf der Vorderseite befindet sich ein dunkel patiniertes Bronzerelief mit dem Porträt Liebreichs. Vor dem Grabstein liegen zwei Inschriftensteine. Zwei Rhododendren auf der Anlage spiegeln den Naturstil in der Bestattungskultur des frühen 20. Jahrhunderts.

### Wissenschaftliche Verdienste
Zu seinen besonderen wissenschaftlichen Leistungen zählt die Entdeckung der schlaferzeugenden Wirkung des Chloralhydrats im Tierexperiment (1869) und die Isolierung des als Salbengrundlage dienenden Lanolins (1885). Chloralhydrat war das erste synthetische Sedativum/Hypnoticum und zugleich ein wichtiger Meilenstein in der Entwicklung einer systematischen Wirkstoffforschung. Es gehörte zu den ersten Erzeugnissen der 1873 von dem promovierten Chemiker Heinrich Byk in Berlin gegründeten chemischen Fabrik, erwarb weltweite Anerkennung und wird noch heute für spezielle Indikationen angewendet.
Liebreich publizierte zahlreiche Einzelbeiträge (etwa über Äthylchlorid und Butylchlorid als neue Anästhetika und Quecksilberamide als Arzneimittel bei Syphilis) und führte diverse Studien durch, wie beispielsweise 1891 über Cantharidin und über die Methode zur Verteilung von Arzneien im Nasen-Rachenraum.
Kernstück des Arbeitskonzeptes von Liebreich war die Einheit von pharmakologischer Grundlagenforschung, kontinuierlicher Kliniknähe und erfolgreicher Industriekooperation – sicher auch noch in der Gegenwart ein Erfolgsrezept.

## Auszeichnungen
- 1872: Olga-Orden.[11]
- 1962–2012: Widmung der Grabstätte als Ehrengrab des Landes Berlin.[12]

## Publikationen
- mit Alexander Langaard: Medicinisches Recept-Taschenbuch, Theodor Fischer, Berlin 1884.
- mit Alexander Langaard: Compendium der Arzneiverordnung, Kornfeld, Berlin 1887.
  - 3., vollständig umgearb. Aufl. Fischer, Berlin 1891 Digitalisierte Ausgabe der Universitäts- und Landesbibliothek Düsseldorf
  - 4., vollständig umgearb. Aufl. Fischer, Berlin 1896 Digitalisierte Ausgabe der Universitäts- und Landesbibliothek Düsseldorf
- Encyklopädie der Therapie, 3 Bände. Berlin 1896–1900.
- Beiträge zu Albert Eulenburgs Real-Encyclopädie der gesammten Heilkunde.
- Zweite Auflage.
  - Band 1 (1885) (Digitalisat), S. 210–214: Aether; S. 216: Aethyl; S. 216: Aethylen

## Herausgeberschaften
- Ab 1887: Herausgeber der Therapeutischen Monatshefte (ISSN 0371-7372).